# Єспер Банк
Єспер Банк (дан. Jesper Bank, 6 квітня 1957) — данський яхтсмен.
Олімпійський чемпіон 1992 (клас Солінґ), 2000 (клас Солінґ) років, бронзовий призер 1988 року в класі Солінґ, учасник 1984 року.